# تارا واتچورن
تارا واتچورن (انگلیسی: Tara Watchorn؛ زادهٔ ۳۰ مهٔ ۱۹۹۰) بازیکن هاکی روی یخ اهل کانادا است.